# Lupta cu zombi (film)
Shaun of the Dead este un film britanic-franceză de comedie romantică cu zombi  din 2004. A fost scris de Simon Pegg și Edgar Wright, regizat de Edgar Wright și cu Pegg și Nick Frost în rolurile principale. A fost un succes atât în Statele Unite cât și în Marea Britanie, din punct de vedere comercial dar și critic. Filmul a avut încasări de $30,039,392 in total la Box-Office de la lansarea acestuia.

## Distribuție
- Simon Pegg - Shaun
- Nick Frost - Ed
- Kate Ashfield - Liz
- Lucy Davis - Dianne
- Dylan Moran - David
- Penelope Wilton - Barbara
- Bill Nighy - Phillip
- Jessica Stevenson - Yvonne
- Peter Serafinowicz - Pete
- Rafe Spall - Noel
- Martin Freeman - Declan
- Reece Shearsmith - Mark
- Tamsin Greig - Maggie
- Julia Deakin - Yvonne's mum
- Matt Lucas - Cousin Tom
- Nicola Cunningham - Mary
- Mark Donovan - Hulking Zombie